# Voralbbahn
| Endbahnhof Boll, 1985 |                      |                                                   |                                                   |
| Streckennummer (DB): | 4730                 |                                                   |                                                   |
| Kursbuchstrecke (DB): | 902                  |                                                   |                                                   |
| Kursbuchstrecke: | 325f (1946)          |                                                   |                                                   |
| Streckenlänge: | 12,4 km              |                                                   |                                                   |
| Spurweite: | 1435 mm (Normalspur) |                                                   |                                                   |
| |                      |                                                   |                                                   |
| \| \| \| von Stuttgart \| \| \| \| \| von Schwäbisch Gmünd \| \| \| \| 0,00 \| Göppingen \| Göppingen \| \| \| \| nach Neu-Ulm \| \| \| \| 1,10 \| Anschluss Leonhard Weiss, ehemals Weberei Gutmann \| Anschluss Leonhard Weiss, ehemals Weberei Gutmann \| \| \| 1,45 \| Anschluss Leonhard Weiss \| Anschluss Leonhard Weiss \| \| \| 1,46 \| Leonhard-Weiss Strasse \| Leonhard-Weiss Strasse \| \| \| 1,60 \| heutiges Streckenende \| heutiges Streckenende \| \| \| 1,75 \| Fils \| Fils \| \| \| 1,90 \| Ulmer Straße (L 1214, ehemalige B 10) \| Ulmer Straße (L 1214, ehemalige B 10) \| \| \| 2,65 \| Holzheimer Strasse, B 10 und L 1218 \| Holzheimer Strasse, B 10 und L 1218 \| \| \| 3,01 \| Göppingen-Holzheim \| Göppingen-Holzheim \| \| \| 3,26 \| Rigistrasse \| Rigistrasse \| \| \| 3,60 \| Reutenbergweg \| Reutenbergweg \| \| \| 3,99 \| Feldweg \| Feldweg \| \| \| 4,20 \| Anschluss Spedition Wackler \| Anschluss Spedition Wackler \| \| \| 4,73 \| Göppingen-St. Gotthardt \| Göppingen-St. Gotthardt \| \| \| 4,80 \| Eschenbacher Strasse \| Eschenbacher Strasse \| \| \| 5,57 \| K1425 \| K1425 \| \| \| 5,74 \| Göppingen-Schlat \| Göppingen-Schlat \| \| \| 7,06 \| K1425 \| K1425 \| \| \| 7,35 \| Bahnhofstrasse \| Bahnhofstrasse \| \| \| 7,41 \| Eschenbach (Württ) \| Eschenbach (Württ) \| \| \| 8,02 \| Feldweg \| Feldweg \| \| \| 8,84 \| L1217 \| L1217 \| \| \| 9,06 \| Heiningen \| Heiningen \| \| \| 10,80 \| Anschluss ehemalige Glashütte Dürnau \| Anschluss ehemalige Glashütte Dürnau \| \| \| 10,82 \| Jurastrasse \| Jurastrasse \| \| \| 10,92 \| Dürnau \| Dürnau \| \| \| 12,19 \| Boll \| Boll \| \| \| 12,40 \| Boll Güterbahnhof \| Boll Güterbahnhof \| |                      |                                                   |                                                   |
| Strecke |                      | von Stuttgart                                     | von Stuttgart                                     |
| Abzweig geradeaus und ehemals von links |                      | von Schwäbisch Gmünd                              | von Schwäbisch Gmünd                              |
| Bahnhof | 0,00                 | Göppingen                                         | Göppingen                                         |
| Abzweig geradeaus und nach links |                      | nach Neu-Ulm                                      | nach Neu-Ulm                                      |
| Abzweig geradeaus und nach rechts | 1,10                 | Anschluss Leonhard Weiss, ehemals Weberei Gutmann | Anschluss Leonhard Weiss, ehemals Weberei Gutmann |
| Abzweig geradeaus und ehemals nach links | 1,45                 | Anschluss Leonhard Weiss                          | Anschluss Leonhard Weiss                          |
| Bahnübergang | 1,46                 | Leonhard-Weiss Strasse                            | Leonhard-Weiss Strasse                            |
| | 1,60                 | heutiges Streckenende                             | heutiges Streckenende                             |
| Brücke über Wasserlauf (Strecke außer Betrieb) | 1,75                 | Fils                                              | Fils                                              |
| Brücke (Strecke außer Betrieb) | 1,90                 | Ulmer Straße (L 1214, ehemalige B 10)             | Ulmer Straße (L 1214, ehemalige B 10)             |
| Brücke (Strecke außer Betrieb) | 2,65                 | Holzheimer Strasse, B 10 und L 1218               | Holzheimer Strasse, B 10 und L 1218               |
| Bahnhof (Strecke außer Betrieb) | 3,01                 | Göppingen-Holzheim                                | Göppingen-Holzheim                                |
| Bahnübergang (Strecke außer Betrieb) | 3,26                 | Rigistrasse                                       | Rigistrasse                                       |
| Bahnübergang (Strecke außer Betrieb) | 3,60                 | Reutenbergweg                                     | Reutenbergweg                                     |
| Bahnübergang (Strecke außer Betrieb) | 3,99                 | Feldweg                                           | Feldweg                                           |
| Abzweig geradeaus und nach links (Strecke außer Betrieb) | 4,20                 | Anschluss Spedition Wackler                       | Anschluss Spedition Wackler                       |
| Haltepunkt / Haltestelle (Strecke außer Betrieb) | 4,73                 | Göppingen-St. Gotthardt                           | Göppingen-St. Gotthardt                           |
| Bahnübergang (Strecke außer Betrieb) | 4,80                 | Eschenbacher Strasse                              | Eschenbacher Strasse                              |
| Brücke (Strecke außer Betrieb) | 5,57                 | K1425                                             | K1425                                             |
| Bahnhof (Strecke außer Betrieb) | 5,74                 | Göppingen-Schlat                                  | Göppingen-Schlat                                  |
| Bahnübergang (Strecke außer Betrieb) | 7,06                 | K1425                                             | K1425                                             |
| Bahnübergang (Strecke außer Betrieb) | 7,35                 | Bahnhofstrasse                                    | Bahnhofstrasse                                    |
| Haltepunkt / Haltestelle (Strecke außer Betrieb) | 7,41                 | Eschenbach (Württ)                                | Eschenbach (Württ)                                |
| Bahnübergang (Strecke außer Betrieb) | 8,02                 | Feldweg                                           | Feldweg                                           |
| Bahnübergang (Strecke außer Betrieb) | 8,84                 | L1217                                             | L1217                                             |
| Bahnhof (Strecke außer Betrieb) | 9,06                 | Heiningen                                         | Heiningen                                         |
| Abzweig geradeaus und von links (Strecke außer Betrieb) | 10,80                | Anschluss ehemalige Glashütte Dürnau              | Anschluss ehemalige Glashütte Dürnau              |
| Bahnübergang (Strecke außer Betrieb) | 10,82                | Jurastrasse                                       | Jurastrasse                                       |
| Haltepunkt / Haltestelle (Strecke außer Betrieb) | 10,92                | Dürnau                                            | Dürnau                                            |
| Bahnhof (Strecke außer Betrieb) | 12,19                | Boll                                              | Boll                                              |
| Betriebs-/Güterbahnhof Streckenende (Strecke außer Betrieb) | 12,40                | Boll Güterbahnhof                                 | Boll Güterbahnhof                                 |

Als Voralbbahn oder Boller Bähnle wird die 12,4 Kilometer lange Nebenbahn von Göppingen nach Boll bezeichnet, die 1926 eröffnet und auf der 1989 der Personenverkehr eingestellt wurde. Der Höhenunterschied der Strecke von Göppingen zum Bahnhof Boll beträgt 105 Meter. Die Bahn wurde im Volksmund auch „Boller Mariele“ beziehungsweise nur „Mariele“ genannt, analog zum „Josefle“ von Schwäbisch Gmünd nach Göppingen.

## Geschichte

### Streckenplanung
Der Gemeinde Boll bemühte sich für eine bessere Anreisemöglichkeit ihrer Kurgäste um einen Anschluss an das Eisenbahnnetz. 1901 wurde in Boll ein sogenanntes Eisenbahnkomitee gegründet, das bis 1904 einen ersten Plan für eine Strecke von Göppingen nach Boll ausarbeitete. Dieser wurde zunächst abgelehnt, weil die Einführung in den Bahnhof Göppingen für zu aufwändig gehalten wurde. Aber im Rahmen des Baus der 1912 eröffneten Strecke von Schwäbisch Gmünd wurde der Bahnhof ohnehin umgebaut und dabei die Strecke nach Boll berücksichtigt. 1913 wurde der Bau einer Normalspurbahn nach Boll bewilligt.

### Errichtung und Inbetriebnahme
Der Erste Weltkrieg verzögerte den Bau, erst nach seinem Ende wurde damit begonnen. Am 13. Mai 1926 wurde die Strecke eröffnet.

### Zweiter Weltkrieg
Den Zweiten Weltkrieg überstand die Strecke ohne Schäden.

### Stilllegung
Am 27. Mai 1989 wurde der Personenverkehr und am 25. September 1994 auch der Güterverkehr eingestellt.
Nachdem ein Verkauf per Ausschreibung fehlgeschlagen war, wurde die Streckeninfrastruktur mit Wirkung zum 15. Dezember 1997 formell stillgelegt. Die Streckengleise wurden aber nicht abgebaut. Der Verein Ein neuer Zug im Kreis bemüht sich um eine Wiederaufnahme des Verkehrs. Die ersten 1,6 Streckenkilometer wurden als Anschlussgleis an die Gleisbaufirma Leonhard Weiss verkauft. Außerdem wurde in Bad Boll der Güterbahnhofbereich auf einer Länge von circa 150 Metern überbaut, der sich westlich dem heute noch existierenden Empfangsgebäude an der Ecke Bahnhofallee/Bühlstraße anschloss.
2011 wurde die Strecke in Heiningen im Rahmen einer Kanalsanierung an einem Bahnübergang unterbrochen. Die restlichen Gleisanlagen sind noch vollständig vorhanden. In Heiningen sind diese jedoch teilweise für die Schaffung von Parkplätzen mit Betonplatten überdeckt worden und auch das Bahnhofsgebäude wurde abgerissen. Auf dem Gelände steht heute ein Supermarkt.

### Überlegungen zur Reaktivierung
Alle Anliegerkommunen der Strecke bekannten sich dazu, die Gleise liegen zu lassen, um eine mögliche Wiederaufnahme des Bahnbetriebs nicht zu verbauen.
Der Regionalverkehrsplan der Region Stuttgart von 2001 hat den Aufbau einer Schienenverbindung zwischen Göppingen und Kirchheim unter Teck unter Nutzung der Strecke Göppingen–Bad Boll sowie der, ebenfalls zu reaktivierenden, Bahnstrecke Kirchheim (Teck) Süd–Weilheim (Teck) unter hohe Dringlichkeit eingestuft. Die Gemeinde Bad Boll hat inzwischen im Zuge der Bebauung des Güterbahnhofs verschiedene Trassenführungen für die Weiterführung nach Kirchheim unter Teck geprüft.
Ein erneuter Versuch, die Weilheimer Strecke mit der Voralbbahn zu verknüpfen, erfolgte im März 2018. Jedoch bescheinigte ein Gutachten dem Vorhaben, trotz bis zu 1800 prognostizierter täglicher Fahrgäste, mangelnde Rentabilität. Diese wird vor allem durch die kostenintensive Neubaustrecke zwischen Bad Boll und Weilheim an der Teck verursacht. Auch die alleinige Reaktivierung der Voralbbahn würde wegen zu geringer Fahrgastzahlen nicht kostendeckend sein.
Im Zuge der Verdoppelungspläne des öffentlichen Nahverkehrs der grün-schwarzen Landesregierung wird auch die Reaktivierung der Voralbbahn erneut ins Auge gefasst. Die hierfür durchgeführte Potentialuntersuchung vom November 2020 attestiert der Voralbbahn ein „sehr hohes Nachfragepotential“. Die Untersuchung im Auftrag des Landes Baden-Württemberg wurde hierbei einerseits für die Voralbbahn allein als auch für den Zusammenschluss mit der Weilheimer Strecke durchgeführt. Sowohl die Voralbbahn allein als auch die Gesamtstrecke bis Kirchheim (Teck) Süd kamen in der Potentialanalyse unter die Top 12 der aktuell stillgelegten Strecken in Baden-Württemberg, die bei einer Reaktivierung das höchste Fahrgastpotential haben. Unter anderem durch bereitgestellte Fördermittel des Verkehrsministeriums Baden-Württemberg wurde im September 2021 eine Machbarkeitsstudie für die Reaktivierung der Voralbbahn mit einem Zusammenschluss der Weilheimer Strecke durchgeführt. Ein Neubau der Trasse Bad Boll–Weilheim an der Teck würde die Orte Zell unter Aichelberg und Aichelberg erstmals an das Schienennetz anbinden.
Am 6. März 2023 wurde in Bad Boll das Ergebnis der Machbarkeitsstudie Vertretern der Anliegerkommunen und Interessenvertretern vorgestellt. Dabei wurde erläutert, dass die Strecke Göppingen-Bad Boll als EBO-Regionalbahn einen Nutzen-Kosten-Faktor (NKF) von 1,29. Ein NKF von >1 bedeutet, dass sich eine weitere Betrachtung lohnt, da eine Förderung durch das Bundes-GVFG und das Landes-GVFG möglich ist und damit eine sehr hohe Förderung einer Reaktivierungsmaßnahme. Eine Durchbindung nach Weilheim-Kirchheim konnte weder als EBO-Strecke noch als BOStrab-Strecke einen NKF >1 erreichen.
Der Verkehrsausschuss des Verband Region Stuttgart (VRS) beriet am 22. Januar 2025 über die mögliche Einrichtung einer Expressbus-Linie (Arbeitstitel X92) von Kirchheim unter Teck über Weilheim und Bad Boll bis Göppingen. Diese Buslinie könnte eine Art Vorlaufbetrieb darstellen für die Reaktivierung der Voralbbahn wie auch der Weilheimer Bahn.

## Fahrzeugeinsatz und Verkehr
Zunächst übernahmen Güterzüge mit Personenbeförderung die Bedienung der Strecke, dadurch betrug die Fahrtzeit 87 Minuten. Durch die Einführung reiner Personenzüge wurde sie in der Folgezeit auf 50 Minuten verkürzt.
Ab 1952 wurden Uerdinger Schienenbusse eingesetzt, die letzte planmäßige Dampflokomotive fuhr 1965. Die Schienenbusse waren in der Regel als Dreifachgarnitur im Einsatz. Vor allem im Schüler- und Berufsverkehr kamen neben den Schienenbussen auch lokomotivbespannte Züge mit n-Wagen zum Einsatz. Während die Schienenbusse in Göppingen am Stumpfgleis 13 wendeten, hielten die lokomotivbespannten Züge am Gleis 7, da sie auch auf anderen Strecken eingesetzt wurden. 1972 wurde eine Reisezeit von 25 Minuten erreicht.
Doch auch die Reisezeitverkürzung konnte den Fahrgastrückgang nicht aufhalten. Fuhren Mitte der 1960er Jahre noch täglich über 2500 Personen auf der Strecke, so waren es 1985 nur noch etwas über 1000. 1975 wurde der Zugbetrieb am Samstagnachmittag sowie an Sonn- und Feiertagen eingestellt, stattdessen wurden Bahnbusse eingesetzt. Eine Einstellung des Personenverkehrs wurde absehbar. Der Landkreis Göppingen und die Anliegergemeinden gaben Studien zur Erhöhung der Attraktivität in Auftrag. Maßnahmen wie ein Taktverkehr, Optimierung der Umsteigemöglichkeiten von Anschlussbussen und zu anderen Zügen in Göppingen, zusätzliche Haltepunkte und günstigere Platzierung einzelner Stationen sollten helfen, ein größeres Fahrgastpotenzial zu erschließen. Es gelang jedoch nicht, für eine ausreichende Finanzierung zu sorgen.

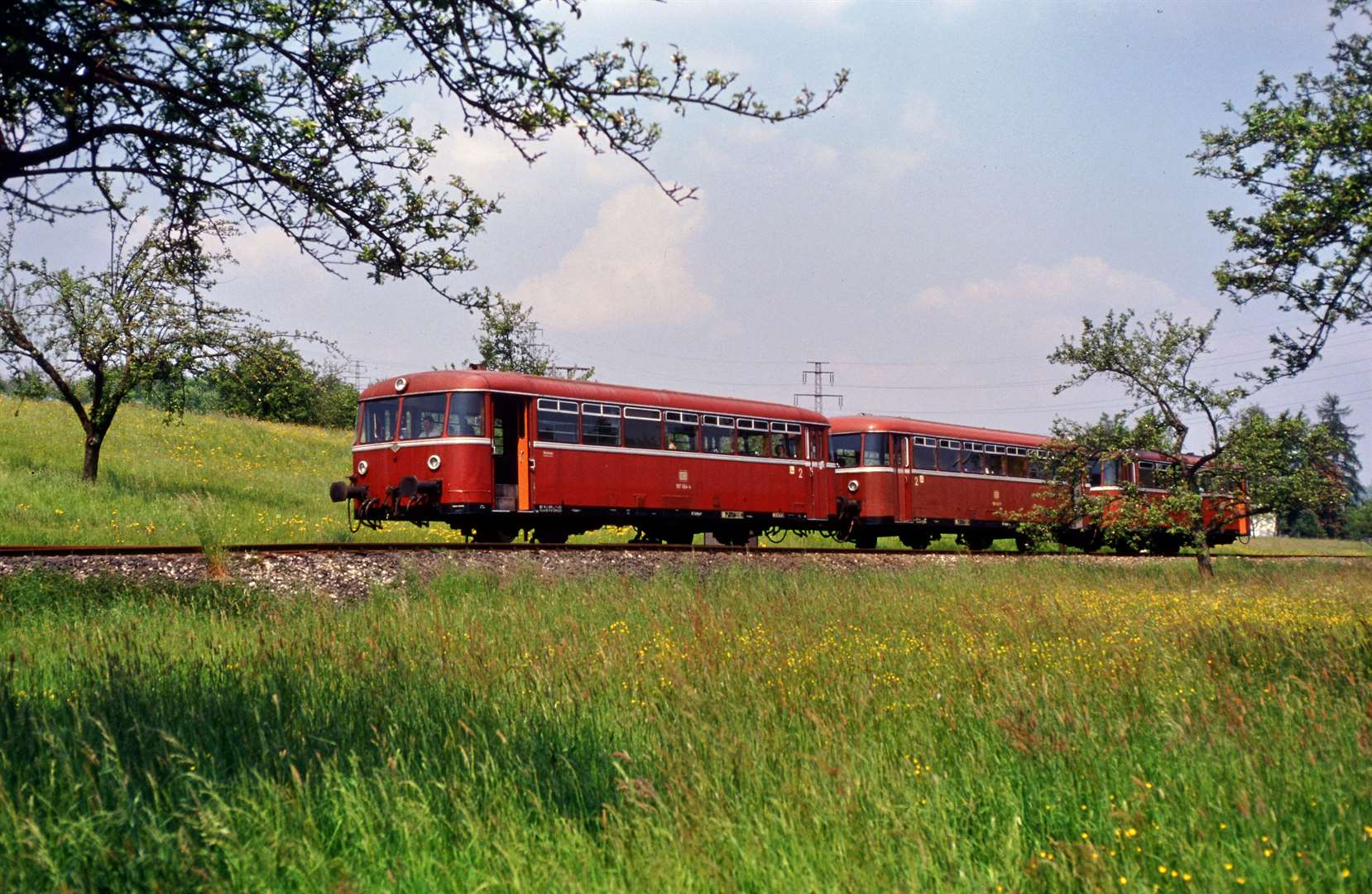
Von Holzheim Richtung St. Gotthardt
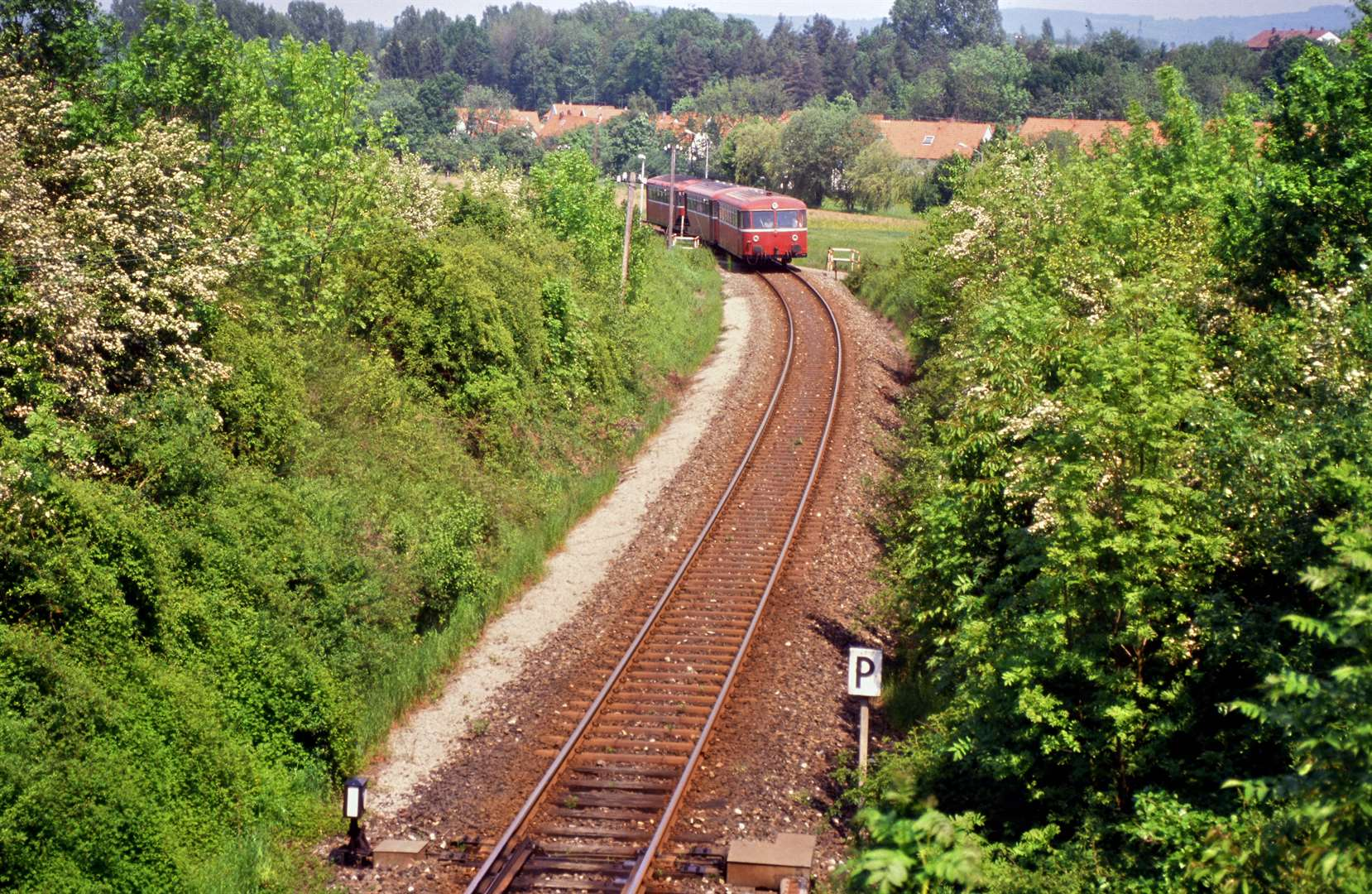
Einfahrt in den Bahnhof Schlat
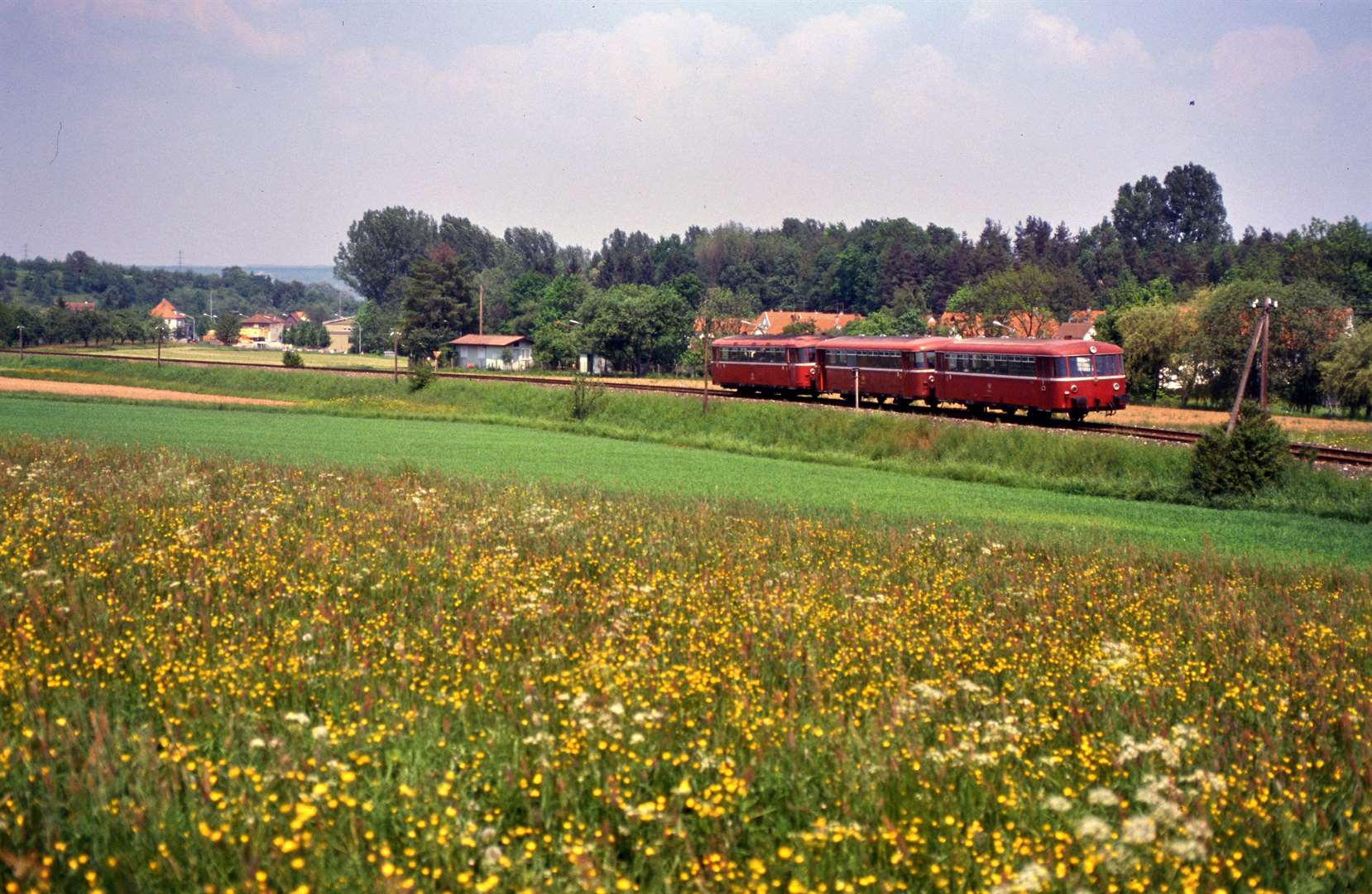
Von Ursenwang Richtung St. Gotthardt
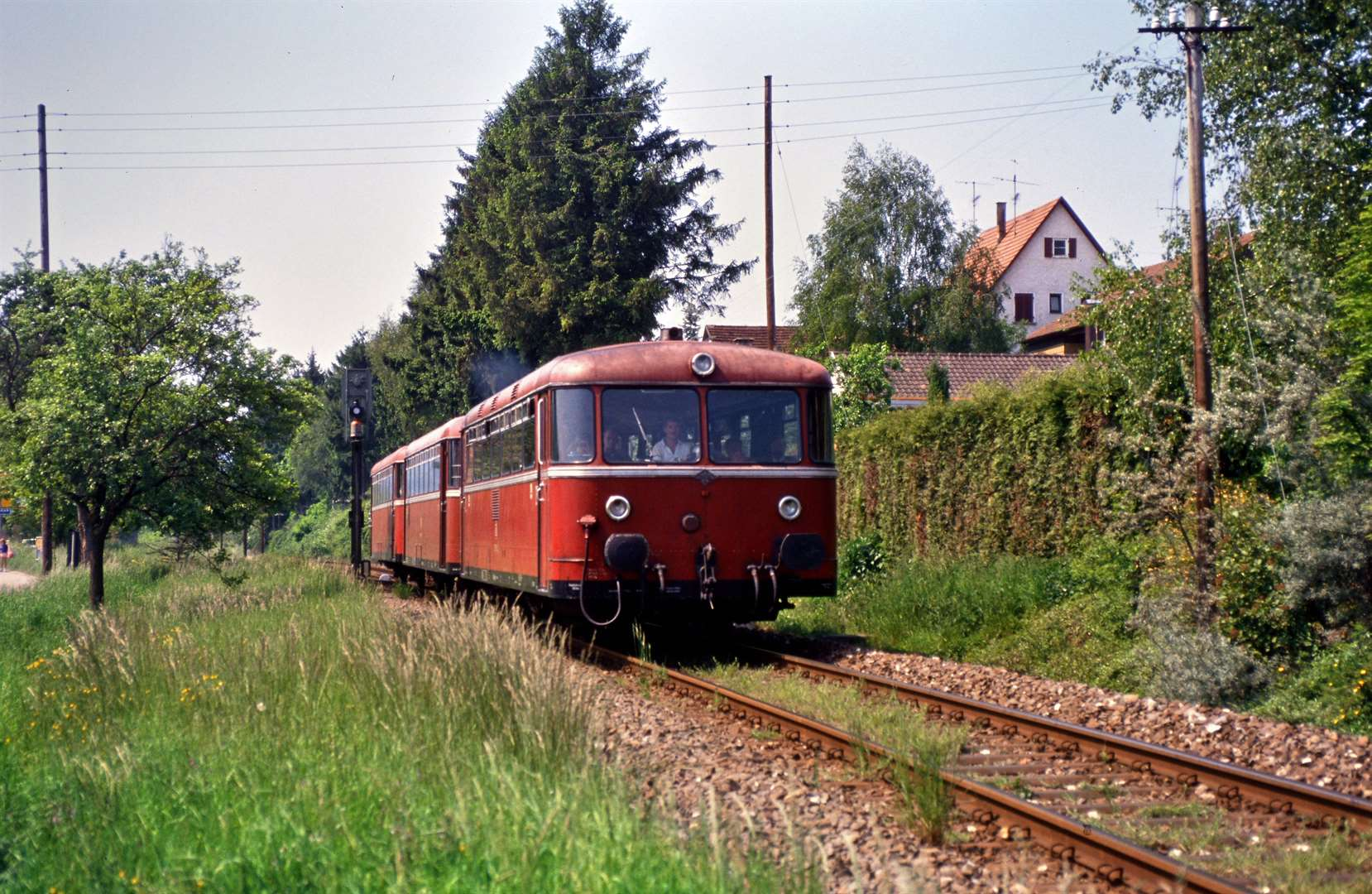
Ausfahrt aus Heiningen Richtung Eschenbach
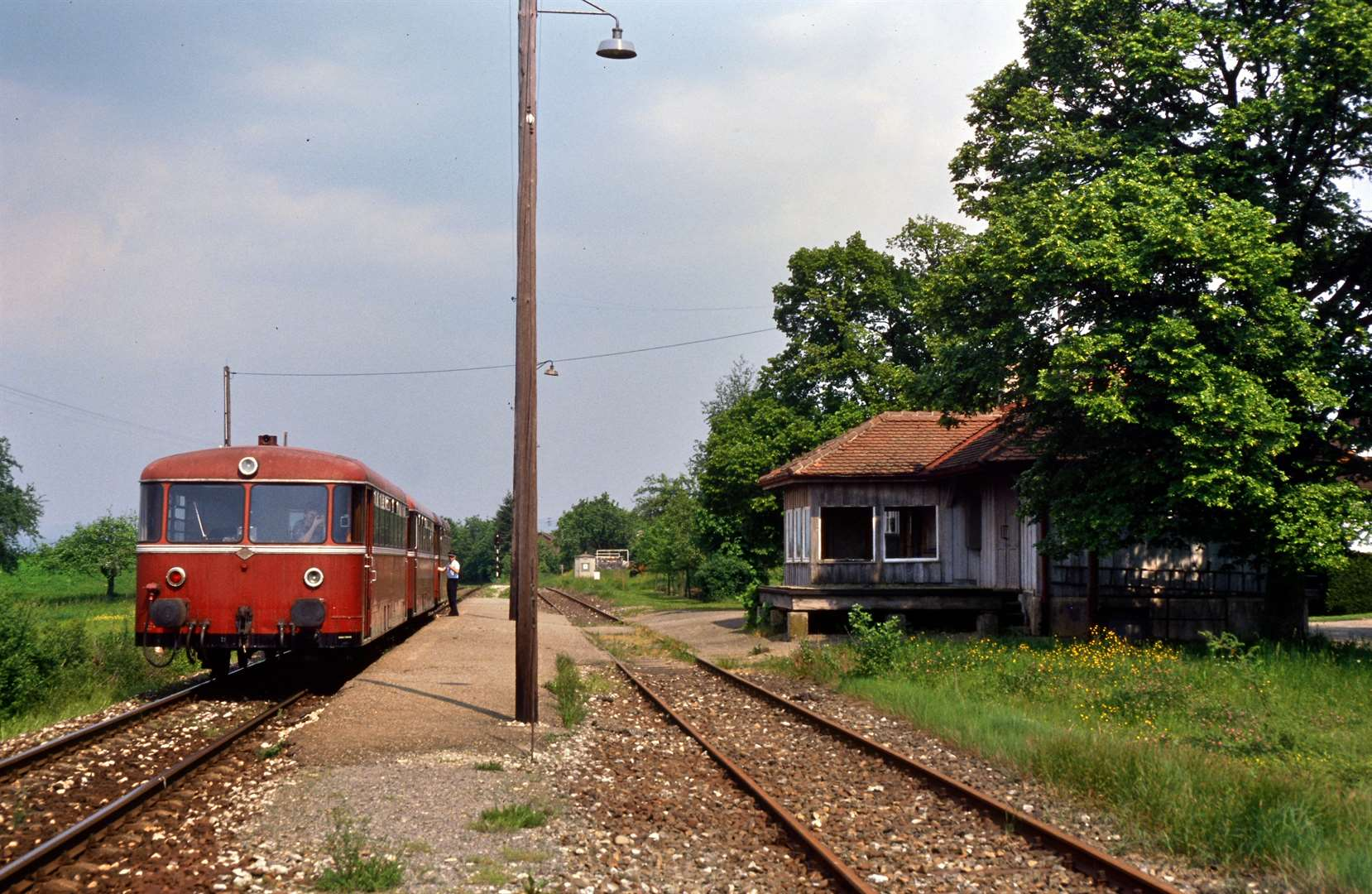
Bahnhof Dürnau
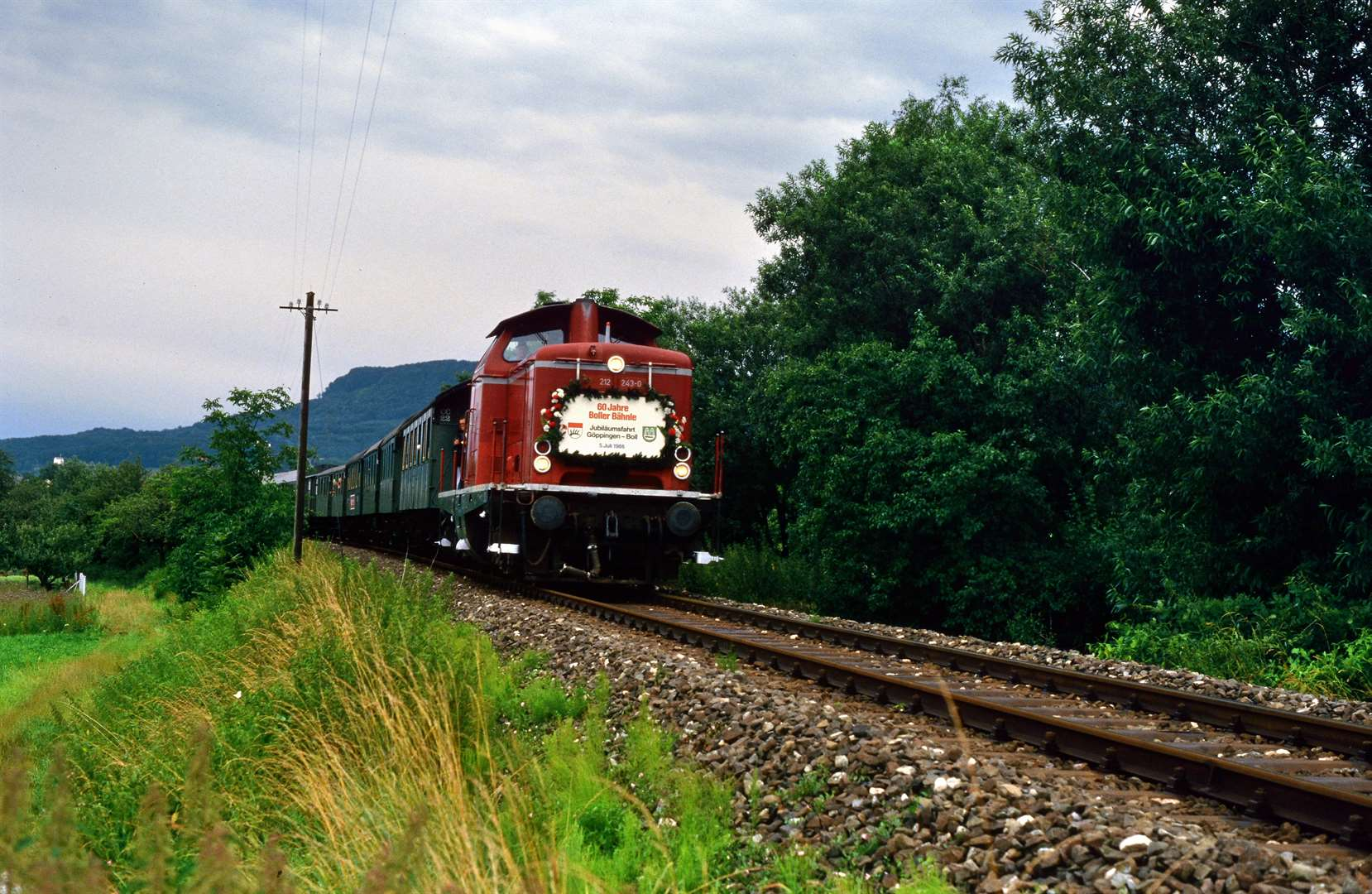
Sonderfahrt mit Baureihe 212

Am 27. Mai 1989 fuhr der letzte fahrplanmäßige Nahverkehrszug. Güterverkehr war bis zum 25. September 1994 möglich.

## Simulation
Die Voralbbahn wurde für den Rail Simulator von einem Benutzer detailgetreu nachgebaut.